# 南日向站
南日向站（日语：／ Minami-Hyūga eki */?）是位於宮崎縣日向市，九州旅客鐵道（JR九州）的日豐本線車站，現時為無人站。

## 車站構造
現時為第二代站房，是2000年與南日向社區中心併設而成的兩層高水泥建築物。車站設施設於地下左側，出入口與社區中心共用。進站後，左轉即為售票大堂，售票大堂右側設有從未使用過的站務室和售票欄臺，左側為男、女獨立洗手間。
採用開放式閘口，通過後即到達為1號月台，或利用左側的行人天橋前往對面的2號月台。

### 月台
設有側式月台2座。其中1號月台為主線，當不需進行列車交會時，均使用1號月台。
| 月台 | 路線      | 上下行 | 方向                                           |
| ---- | --------- | ------ | ---------------------------------------------- |
| 1・2 | ■日豐本線 | 上行   | 延岡方向                                       |
| 1・2 | ■日豐本線 | 下行   | 南宮崎、宮崎機場、田野、西都城、鹿兒島中央方向 |

## 歷史
- 1921年10月11日：鐵道省宮崎本線美美津至福高站開通，本站以中途站開業，稱為「岩脇站」[3]。
- 1963年5月25日：車站改名為「南日向站」[1]。
- 1974年11月20日：終止行李起卸業務。
- 1987年4月1日：隨國鐵分割民營化，車站由九州旅客鐵道（JR九州）營運。
- 1996年6月1日：隨宮崎綜合鐵道事業部（日语：宮崎総合鉄道事業部）成立，車站從大分分社（日语：九州旅客鉄道大分支社）改為鹿兒島分社（日语：九州旅客鉄道鹿児島支社）管理。
- 2000年：車站大樓重建[1]。
- 2022年4月1日：隨宮崎綜合鐵道事業部改組，並且昇格為宮崎支社（日语：九州旅客鉄道宮崎支社），車站管理權由宮崎支社承繼[4]。

## 使用狀況
以下為近年1日平均乘車人次，2016年度起由於每日使用人數少於100人，JR九州再沒有提供實質數據。
| 年度       | 1日平均 乘車人次 |
| ---------- | ---------------- |
| 1996年     | 59               |
| 1997年     | 49               |
| 1998年     | 50               |
| 1999年     | 53               |
| 2000年     | 56               |
| 2001年     | 60               |
| 2002年     | 49               |
| 2003年     | 48               |
| 2004年     | 39               |
| 2005年     | 36               |
| 2006年     | 33               |
| 2007年     | 36               |
| 2008年     | 31               |
| 2009年     | 36               |
| 2010年     | 37               |
| 2011年     | 41               |
| 2012年     | 47               |
| 2013年     | 44               |
| 2014年     | 54               |
| 2015年     | 48               |
| 2016年以後 | 沒有數據         |

## 相鄰車站
九州旅客鐵道
■日豐本線
財光寺－南日向－美美津

## 外部連結
- JR九州南日向站 （页面存档备份，存于）